# Noardeast-Fryslân
Noardeast-Fryslân (westfriesisch, niederländisch Noordoost-Friesland, deutsch Nordostfriesland) stellt seit dem 1. Januar 2019 eine Gemeinde in der niederländischen Provinz Friesland dar, die aus den Kommunen Dongeradeel, Ferwerderadiel und Kollumerland en Nieuwkruisland hervorgegangen ist.

## Geografie
Das Wattenmeer bildet die natürliche Grenze im Norden, während östlich der Gemeinde die Provinz Groningen angrenzt. Im Nordosten befindet sich der Nationalpark Lauwersmeer, der sich über die ehemalige Meeresbucht, die Lauwerszee, erstreckt. Horizontalem Verlauf folgend, fließt der Fluss Dokkumer Ee durch die Gemeinde.
Mit Abstand größter Ort und Sitz der Gemeindeverwaltung ist Dokkum. Orte mit mehr als 1.000 Einwohnern sind (in Klammern Bevölkerungsstand am 1. Januar 2024):
- Dokkum (13.041)
- Kollum (5.787)
- Kollumersweach (2.980)
- Hallum (2.670)
- Ferwert (1.826)
- Holwert (1.591)
- Marrum (1.382)
- Ternaard (1.321)
- Burdaard (1.175)
- Eanjum (1.159)

### Nachbargemeinden
| Terschelling | Ameland                                     | Schiermonnikoog             |
| Waadhoeke    | Kompassrose, die auf Nachbargemeinden zeigt | Het Hogeland Westerkwartier |
| Leeuwarden   | Tytsjerksteradiel Dantumadiel               | Achtkarspelen               |

## Politik
Am 21. November 2018 fand die erste Kommunalwahl in der Gemeinde Noardeast-Fryslân statt. Die Bürger der Gemeinden Dongeradeel, Ferwerderadiel und Kollumerland en Nieuwkruisland konnten sowohl die nationalen Parteien CDA, ChristenUnie, PvdA, VVD sowie die regionale Partei FNP als auch die Lokalparteien Eerste Lokale Partij Noardeast-Fryslân, Gemeentebelangen Noardeast-Fryslân und Waddenpartij wählen. Die Wahlbeteiligung lag bei 46,42 %.

### Gemeinderat
Im Gemeinderat finden 29 Mitglieder Platz. Seit Januar 2019 wird er folgendermaßen zusammengesetzt:

Topografische Karte der Gemeinde

| FNP                                    | 5  | 8  |
| Sociaal in Noardeast-Fryslân           | 4  | 7  |
| CDA                                    | 7  | 4  |
| ChristenUnie                           | 4  | 4  |
| BVNL                                   | –  | 2  |
| PvdA                                   | 3  | 2  |
| Gemeentebelangen Noardeast-Fryslân     | 2  | 1  |
| VVD                                    | 3  | 1  |
| Actief Lokaal                          | –  | 0  |
| Waddenpartij                           | 0  | 0  |
| Eerste Lokale Partij Noardeast-Fryslân | 1  | –  |
| Gesamt                                 | 29 | 29 |

### College van B&W
Die Koalition für die Legislaturperiode von 2019 bis 2022 besteht aus CDA, ChristenUnie, FNP, Sociaal in Noardeast-Fryslân und VVD. Im College van burgemeester en wethouders findet jeweils ein Beigeordneter pro Koalitionspartei Platz. Folgende Personen gehören zum Kollegium und leiten folgende Ressorts:
| Funktion         | Name                 | Partei                       | Ressort | Anmerkung                       |
| ---------------- | -------------------- | ---------------------------- | --- | ------------------------------- |
| Bürgermeister    | Johannes Kramer      | FNP                          | Verwaltung, öffentliche Ordnung und Sicherheit, kommunale Verordnung, Bürgerangelegenheiten/Wahlen, administrative Beziehungen, Unterkunft des amtlichen Apparats, Aufklärung und Kommunikation | seit dem 6. Januar 2020 im Amt  |
| Beigeordnete     | Esther Hanemaaijer   | CDA                          | räumliche Entwicklung/Qualität, Wohnen, Umwelt, Nachhaltigkeit, Verwaltung öffentlichen Raumes, Abfallpolitik und Müllbeseitigung, Energiewende | –                               |
| Beigeordnete     | Pytsje de Graaf      | FNP                          | soziale Verbundenheit, Bürgerengagement, Einrichtungsniveau, Kultur, Sprach- und Lokalkultur, Denkmäler und Erbgut, Sport, Sozialarbeit, Dorf- und Bezirkspolitik | –                               |
| Beigeordnete     | Jouke Douwe de Vries | Sociaal in Noardeast-Fryslân | Sozialhilfegesetz, Bildung, Zugang zu Pflege und Unterstützung, Einkommensunterstützung, Jugendschutzgesetz, Gesundheit, gesunde Lebensstil, Armuts-, Schulden- und Analphabetismusbekämpfung | –                               |
| Beigeordnete     | Theo Berends         | ChristenUnie                 | Finanzen und Grundpolitik, Zentrumsregelung Dantumadiel, mehrjährige Wartung der Infrastruktur, Verwaltung und Instandhaltung von Sportplätzen und Gebäuden sowie Friedhöfen, Transport und Verkehr, Geschäftsführung und Dienstleistung, Informationstechnik, Genehmigungserteilung, Überwachung und Vollstreckung | –                               |
| Beigeordnete     | Jelle Boerema        | VVD                          | Erreichbarkeit und Raum für Unternehmen, Einzelhandelsstruktur, nachhaltige und innovative Geschäftigkeit, Arbeitspartizipation, Erholung und Tourismus, Regionsgeschäft, Beschleunigungsagenda, Holwerd aan Zee, Landwirtschaft                                                                                    | –                               |
| Gemeindesekretär | Henk Verbunt         | —                            | — | seit dem 1. Februar 2018 im Amt |

### Bürgermeister
Das Amt des Bürgermeisters wurde vom 1. Januar 2019 bis 6. Januar 2020 vorübergehend von Haijo Apotheker (D66), dem ehemaligen Bürgermeister der Fusionsgemeinden Súdwest-Fryslân und Waadhoeke, übernommen. Fortan hat Johannes Kramer (FNP) das Amt inne.